# Wasilij Kisielow
Wasilij Grigorjewicz Kisielow, ros. Василий Григорьевич Киселев (ur. 8 lipca?/20 lipca 1896. we wsi Kuczukowo w rejonie Włodzimierza, zm. ?) – rosyjski, a następnie radziecki wojskowy (pułkownik), wykładowca taktyki, dowódca pododdziału szkoleniowego i komendant  Szkoły dla Dowódców Narodów Wschodnich, a następnie zastępca komendanta Szkoły Oficerskiej ROA podczas II wojny światowej, emigracyjny działacz polityczny.

## Życiorys
W 1916 r. ukończył gimnazjum we Włodzimierzu, zaś w marcu 1917 r. 3 peterhofską szkołę praporszczików. Brał udział w końcowym okresie I wojny światowej. Służył w 9 Batalionie Eksploatacyjnym. Następnie uczestniczył w wojnie domowej w Rosji. W kwietniu 1918 r. wstąpił do wojsk bolszewickich. Pełnił funkcję instruktora we włodzimierskim okręgowym komisariacie wojennym. Pod koniec listopada tego roku ukończył wyższy kurs metodyczny, po czym został szefem oddziału administracyjnego komisariatu. Od stycznia 1920 r. był sekretarzem komisariatu.  Od kwietnia tego roku pracował w chersońskim gubernialnym komisariacie wojennym jako zastępca szefa oddziału administracyjno-mobilizacyjnego. Następnie został szefem sztabu tyłów guberni chersońskiej, a potem wschodniego odcinka bojowego. Po pokonaniu ukraińskich oddziałów powstańczych od lutego 1921 r. pełnił funkcję adiutanta na nikołajewskich kursach piechoty czerwonych dowódców. Od września tego roku był zastępcą dowódcy pododdziału szkoleniowego. Jednocześnie tymczasowo pełnił obowiązki zastępcy komendanta kursów. W sierpniu 1922 r. został wykładowcą na kursach. Od stycznia 1923 r. kierował charkowskimi wyższymi kursami starszych oficerów. We wrześniu 1924 r. objął dowództwo pododdziału szkoleniowego centralnej szkoły wojskowo-politycznej. W październiku tego roku został wykładowcą taktyki w leningradzkiej szkole wojskowo-politycznej im. F. Engelsa. W marcu 1929 r. ukończył wyższą szkołę wojskowo-pedagogiczną im. Lenina w Leningradzie. W grudniu 1931 r. przeszedł kurs motoryzacyjny. Od listopada 1932 r. dowodził pododdziałem szkoleniowym szkoły. W listopadzie 1933 r. został szefem sztabu szkoły. Od stycznia 1934 r. wykładał taktykę w Wojskowej Akademii Politycznej im. W.I. Lenina, zaś od marca 1935 r. w wojskowo-medycznej akademii Armii Czerwonej im. Kirowa. W 1937 r. awansował do stopnia majora. Od czerwca 1938 r. był komendantem obozów pracy. W 1940 r. został pułkownikiem. Na pocz. listopada tego roku objął funkcję zastępcy komendanta wojskowo-medycznej akademii Armii Czerwonej im. Kirowa. Od końca lipca 1941 r. był wykładowcą w katedrze wojskowych i wojskowo-sanitarnych dyscyplin. Pod koniec września tego roku został szefem sztabu 20 Dywizji Strzeleckiej NKWD. Na pocz. grudnia tego roku dostał się do niewoli niemieckiej. Przebywał w oflagu XIII-D w Hammelburgu, gdzie wstąpił do Rosyjskiej Robotniczej Partii Ludowej. Po rozwiązaniu partii latem 1942 r., zaangażował się w działalność Politycznego Centrum Walki z Bolszewizmem. W sierpniu tego roku wyjechał w składzie ppłk W. W. Brodnikowa do Buchenwaldu, a następnie do Lebus. Brał udział w opracowywaniu planów tzw. desantu na GUŁAG. Miał zostać dowódcą wschodniego odcinka operacji desantowej. Prowadził też zajęcia z taktyki dla członków Politycznego Centrum Walki z Bolszewizmem. W maju 1943 r. wraz z grupą przywódców organizacji wyjechał do Belina w celu przeprowadzenia rozmów z przedstawicielami gen. Andrieja A. Własowa. Po aresztowaniu większości członków grupy przez SD został skierowany do specjalnego obozu w Lötzen. Następnie wyjechał do Szkoły dla Dowódców Narodów Wschodnich w Mariampolu. Od pocz. 1944 r. wykładał taktykę w szkole. Następnie dowodził pododdziałem szkoleniowym. W listopadzie tego roku w stopniu pułkownika został komendantem szkoły. Od marca 1945 r. był zastępcą komendanta szkoły oficerskiej ROA. 9 maja tego roku wraz z oddziałami "własowskimi" poddał się Amerykanom. Przebywał w różnych obozach jenieckich. Uniknął deportacji do ZSRR. Mieszkał w zachodnich Niemczech. W 1948 r. współtworzył Związek Flagi Andriejewskiej. Do 1951 r. był członkiem wojskowej rady politycznej i głównego zarządu organizacji. Następnie pełnił funkcję szefa sztabu organizacji. Dalsze jego losy są nieznane.